# Форд, Харрисон
Ха́ррисон Форд (англ. Harrison Ford; род. 13 июля 1942[…], Чикаго, Иллинойс) — американский актёр кино и телевидения, продюсер. Номинант на премию «Оскар», BAFTA, четырёхкратный номинант и обладатель специальной премии «Золотой глобус», почётной «Золотой пальмовой ветви», а также почётного «Сезара». Наиболее известен по участию в серии фильмов «Звёздные войны» (ролью Хана Соло), «Индиана Джонс» (заглавной ролью), и дилогии «Бегущий по лезвию» (ролью Рика Декарда), а также по фильмам «Игры патриотов», «Беглец», «Самолёт президента», «К-19» и «Свидетель».

## Биография
Его отец Кристофер Форд (1906—1999), происходил из ирландской семьи. Его бабушка, Анна (Нехама) Лифшиц родилась в Российской империи в еврейской семье в Минске. В 1907 году она эмигрировала в США и обосновалась в Бруклине (Нью-Йорк). В 1906 году в Америку из Российской империи (тоже из Минска) приехал Гарри Нидельман, устроившийся водителем трамвая. После свадьбы в 1917 году, в Бруклине, у Гарри и Анны родилась дочь — Дора, ставшая позднее Дороти (1917—2004). Дора Нидельман вышла замуж за ирландца Кристофера Форда (1906—1999), и в их семье был рождён будущий актёр Харрисон Форд. Своё имя актёр получил в честь деда Гарри.
В 1960 году он окончил школу и поступил в Рипон-колледж (штат Висконсин). В 1964 году он переехал в Лос-Анджелес, где заключил контракт с Columbia Pictures. Сначала Харрисон Форд считался актёром-неудачником, особенно после того, как при монтаже были вырезаны все его сцены из фильма «Забриски-пойнт». После этого он забросил карьеру и стал плотником. Однажды Джордж Лукас случайно встретил его и пригласил на съёмки фильма «Американские граффити» (1973).
В 1964 году, завершив летний сезон в Belfry Players (Висконсин), Форд переехал в Лос-Анджелес, где подписал контракт с новой программой поиска талантов Columbia Pictures. Его дебютным появлением на экране стала эпизодическая роль коридорного в фильме "Смертельный жар на карусели" (1966). Информации о его немногочисленных ролях без слов в кино практически не сохранилось. Форд занимал низкую позицию в списке наёмных актёров, вызвав недовольство продюсера Джерри Токофски. Однажды Токофски заявил Форду, что даже когда актёр Тони Кертис доставляет продукты, в нём чувствуется кинозвезда, чего нельзя сказать о Форде. Форд возразил, что настоящий талантливый актёр мог бы сыграть коридорного даже при доставке продуктов. Вскоре после этого Форд был уволен.
В 1967 году он появился в фильме "Luv", но его имя не было указано в титрах. Впервые он был указан как "Харрисон Дж. Форд" в вестерне "Время убивать" (1967) с Гленном Фордом, Джорджем Гамильтоном и Ингер Стивенс. Буква "J" не имела значения, так как у него не было второго имени, а была добавлена, чтобы избежать путаницы с актёром немого кино Харрисоном Фордом, который снялся более чем в 80 фильмах с 1915 по 1932 год и умер в 1957 году. Позже Форд признался, что не знал о существовании своего предшественника, пока не увидел звезду со своим именем на Голливудской «Аллее славы». Вскоре Форд отказался от "J" и начал работать в Universal Studios, исполняя второстепенные роли в различных телесериалах в конце 1960-х и начале 1970-х годов, включая "Дымок из ствола", "Айронсайд", "Вирджиния", "ФБР", "Любовь по-американски" и "Кунг-фу". Он сыграл в вестерне "Путешествие в Шайло" (1968) и исполнил эпизодическую роль без слов в фильме Микеланджело Антониони "Забриски-пойнт" (1970) в качестве арестованного студента-протестующего. В 1968 году он также работал оператором во время одного из туров The Doors. Французский режиссёр Жак Деми выбрал Форда на главную роль в своём первом американском фильме "Model Shop" (1969), но глава Columbia Pictures посчитал, что у Форда "нет будущего" в киноиндустрии, и предложил Деми нанять более опытного актёра. В итоге роль досталась Гэри Локвуду. Позже Форд отметил, что этот опыт был для него положительным, так как Деми первым поверил в него.

Недовольный предлагаемыми ролями, Форд стал профессиональным плотником-самоучкой, чтобы обеспечить свою жену и двух маленьких сыновей. Среди его клиентов были писатели Джоан Дидион и Джон Грегори Данн, проживавшие на пляже в Малибу. Форд появляется в документальном фильме "Джоан Дидион: Центр не удержится". Он и его жена подружились с писателями. Фред Рус, директор по кастингу и начинающий продюсер, поддержал молодого Форда и устроил ему прослушивание у Джорджа Лукаса на роль Боба Фалфы в фильме "Американские граффити" (1973). Отношения Форда с Лукасом оказали значительное влияние на его дальнейшую карьеру. После успеха фильма "Крёстный отец" режиссёра Фрэнсиса Форда Копполы, он нанял Форда для расширения своего офиса и дал ему небольшие роли в своих следующих двух фильмах: "Разговор" (1974) и "Апокалипсис сегодня" (1979), где Форд сыграл полковника армии по имени "Дж. Лукас".
Харрисон Форд — один из наиболее высокооплачиваемых киноактёров последней четверти XX века. Его наиболее известными ролями являются роли космического пилота Хана Соло в серии фильмов «Звёздные войны» и археолога, любителя приключений Индианы Джонса в «Искателях утраченного ковчега» и последующих сиквелах.
В 1985 году снялся в романтическом фильме «Свидетель», за который получил первую и последнюю номинацию на премию «Оскар».
Своё согласие на участие в четвёртой части приключений Индианы Джонса («Индиана Джонс и Королевство хрустального черепа») Харрисон Форд дал при условии, что вся прибыль от проката кинокартины будет разделена между ним, Стивеном Спилбергом и Джорджем Лукасом.
Форд сыграл главные роли во многих голливудских фильмах, принёсших рекордные кассовые сборы, среди них «Самолёт президента» и «Беглец».
В 2002 году Форда наградили «Золотым глобусом» за вклад в кинематограф.
Форд принял участие в рекламной кампании игры Uncharted 3: Drake’s Deception на территории Японии.
Как отмечалось National Geographic, его проникновенная речь на саммите ООН по глобальным действиям в области климата в 2018 году, в которой он умолял собравшихся политиков «прекратить, ради Бога, очернение науки», потрясла ассамблею.
В 2023 году на Канском кинофестивале перед премьерой фильма «Индиана Джонс и Колесо судьбы» Форду вручили почётную «Золотую пальмовую ветвь».

## Личная жизнь
Актёр из меня получился лучше, чем муж и отец. Слишком часто я оставлял семью, уезжая на заработки. Я получаю удовольствие от любого исполнения. До того момента, как меня попросят спеть.
«Я думаю, что в каждом персонаже, которого я играю, есть много меня», — говорит Форд, когда его спрашивают, чувствует ли он какое-либо родство со своим воображаемым альтер эго [Индианой Джонсом]. «У нас с Инди есть кое-что общее: нам нравится понимать, как устроен мир. Мы культивируем любовь к загадкам и тайнам. Мы верим в доброту человечества».
В 1964 году Харрисон Форд женился на Мэри Маркард. В 1966 году у них родился сын Бенджамин, ставший шеф-поваром (он владеет рестораном и даже выпустил свою книгу), а в 1969 году — сын Уиллард, который занимается бизнесом и основал собственную фирму по производству мебели. Однако в 1979 году супруги развелись.
В 1983 году актёр женился во второй раз. Его новой избранницей стала сценаристка Мелисса Мэтисон. В 1987 году на свет появился их сын Малкольм, а в 1990 — дочь Джорджия. Оба ребёнка последовали по стопам отца, связав свою жизнь с шоу-бизнесом. В 2001 году брак Форда и Мэтисон распался.
В третий раз Харрисон женился в 2010 году. Его супругой стала актриса Калиста Флокхарт. У них есть сын Лиам (род. 2001), усыновлённый Флокхарт до брака с Фордом.
Также у актёра есть внучка Джулиана (род. 1997) и двое внуков: Элиел (род. 1993) и Этан (род. 2000).
В автобиографии «The Princess Diarist», вышедшей в 2016 году, актриса Кэрри Фишер утверждала, что у неё был трёхмесячный роман с Фордом во время съёмок фильма «Звёздные войны» в 1976 году.
Харрисону Форду запрещён въезд в КНР, поскольку он поддерживает Далай-ламу, а его вторая супруга Мелисса Мэтисон написала сценарий к фильму Мартина Скорсезе «Кундун» (1996), порицающий вторжение китайцев в Тибет. 

### Защита природы
Форд является вице-председателем некоммерческой организации «Международное общество сохранения природы».
В 2013 году принимал участие в съёмках документального сериала «Годы опасной жизни». Во время интервью с министром лесного хозяйства Индонезии Форд в резкой манере задавал вопросы про незаконную вырубку леса в национальном парке «Тессо Нило», за что его вместе со съёмочной группой хотели депортировать из страны, но ситуацию удалось разрешить после встречи с президентом Индонезии.
В благодарность за активную работу по защите природы именем Форда названы новые виды животных. В 1993 году арахнолог Норман Платник открыл новый вид пауков и назвал его Calponia harrisonfordi. В 2002 году энтомолог Эдвард Уилсон назвал открытый им вид муравьёв Pheidole harrisonfordi. В 2023 году ранее неизвестный вид змей в Перу получил название Tachymenoides harrisonfordi.

## Фильмография
| Год       |     | Русское название                                        | Оригинальное название                              | Роль                                               |
| --------- | --- | ------------------------------------------------------- | -------------------------------------------------- | -------------------------------------------------- |
| 1966      | ф   | Смертельный жар на карусели                             | Dead Heat on a Merry-Go-Round                      | посыльный                                          |
| 1967      | ф   | Лав                                                     | Luv                                                | сердитый автомобилист                              |
| 1967      | ф   | Время убивать                                           | A Time for Killing                                 | лейтенант Шэффер                                   |
| 1968      | ф   | Поездка в Шайло                                         | Journey to Shiloh                                  | Уилли Билл Биэрден                                 |
| 1970      | ф   | Забриски-пойнт                                          | Zabriskie Point                                    | служащий аэропорта (все сцены с участием вырезаны) |
| 1970      | ф   | Напрямик                                                | Getting Straight                                   | Джэйк                                              |
| 1973      | ф   | Американские граффити                                   | American Graffiti                                  | Боб Фэлфа                                          |
| 1974      | ф   | Разговор                                                | The Conversation                                   | Мартин Стэтт                                       |
| 1976      | тф  | Династия                                                | Dynasty                                            | Марк Блэквуд                                       |
| 1977      | ф   | Звёздные войны. Эпизод IV: Новая надежда                | Star Wars                                          | Хан Соло                                           |
| 1977      | ф   | Герои                                                   | Heroes                                             | Кен Бойд                                           |
| 1978      | тф  | Звёздные войны: Праздничный спецвыпуск                  | The Star Wars Holiday Special                      | Хан Соло                                           |
| 1978      | ф   | Отряд 10 из Наварона                                    | Force 10 from Navarone                             | подполковник Майк Барнсби                          |
| 1979      | ф   | Апокалипсис сегодня                                     | Apocalypse Now                                     | полковник Лукас                                    |
| 1979      | ф   | Ганновер-стрит                                          | Hanover Street                                     | Дэвид Хэллоран                                     |
| 1979      | ф   | Фриско Кид                                              | The Frisco Kid                                     | Томми Лиллард                                      |
| 1979      | ф   | Новые американские граффити                             | More American Graffiti                             | офицер Боб Фэлфа                                   |
| 1980      | ф   | Звёздные войны. Эпизод V: Империя наносит ответный удар | The Empire Strikes Back                            | Хан Соло                                           |
| 1981      | ф   | Индиана Джонс: В поисках утраченного ковчега            | Raiders of the Lost Ark                            | Индиана Джонс                                      |
| 1982      | ф   | Бегущий по лезвию                                       | Blade Runner                                       | Рик Декард                                         |
| 1983      | ф   | Звёздные войны. Эпизод VI: Возвращение джедая           | Return of the Jedi                                 | Хан Соло                                           |
| 1984      | ф   | Индиана Джонс и храм судьбы                             | Indiana Jones and the Temple of Doom               | Индиана Джонс                                      |
| 1985      | ф   | Свидетель                                               | Witness                                            | детектив Джон Бук                                  |
| 1986      | ф   | Берег москитов                                          | The Mosquito Coast                                 | Элли Фокс                                          |
| 1988      | ф   | Неистовый                                               | Frantic                                            | доктор Ричард Уокер                                |
| 1988      | ф   | Деловая девушка                                         | Working Girl                                       | Джек Трейнер                                       |
| 1989      | ф   | Индиана Джонс и последний крестовый поход               | Indiana Jones and the Last Crusade                 | Индиана Джонс                                      |
| 1990      | ф   | Презумпция невиновности                                 | Presumed Innocent                                  | Расти Сабич                                        |
| 1991      | ф   | Что касается Генри                                      | Regarding Henry                                    | Генри Тёрнер                                       |
| 1992      | ф   | Игры патриотов                                          | Patriot Games                                      | Джек Райан                                         |
| 1993      | ф   | Беглец                                                  | The Fugitive                                       | доктор Ричард Кимбл                                |
| 1994      | ф   | Прямая и явная угроза                                   | Clear and Present Danger                           | Джек Райан                                         |
| 1995      | ф   | Сабрина                                                 | Sabrina                                            | Лайнес Лэрраби                                     |
| 1997      | ф   | Собственность дьявола                                   | The Devil’s Own                                    | Том О’Мира                                         |
| 1997      | ф   | Самолёт президента                                      | Air Force One                                      | президент США Джеймс Маршалл                       |
| 1998      | ф   | Шесть дней, семь ночей                                  | Six Days Seven Nights                              | Куинн Харрис                                       |
| 1999      | ф   | Паутина лжи                                             | Random Hearts                                      | сержант Уильям 'Датч' Ван Дэн Брук                 |
| 2000      | ф   | Что скрывает ложь                                       | What Lies Beneath                                  | доктор Норман Спенсэр                              |
| 2002      | ф   | К-19                                                    | K-19: The Widowmaker                               | Алексей Востриков                                  |
| 2003      | ф   | Голливудские копы                                       | Hollywood Homicide                                 | сержант Джо Гэвилан                                |
| 2006      | ф   | Огненная стена                                          | Firewall                                           | Джек Стэнфилд                                      |
| 2008      | ф   | Индиана Джонс и Королевство хрустального черепа         | Indiana Jones and the Kingdom of the Crystal Skull | Индиана Джонс                                      |
| 2009      | ф   | Бруно                                                   | Bruno                                              | сыграл самого себя (в титрах не указан)            |
| 2009      | ф   | Переправа                                               | Crossing Over                                      | Макс Броган                                        |
| 2010      | ф   | Крайние меры                                            | Extraordinary Measures                             | доктор Роберт Стонхилл                             |
| 2010      | ф   | Доброе утро                                             | Morning Glory                                      | журналист Майк Померой                             |
| 2011      | ф   | Ковбои против пришельцев                                | Cowboys & Aliens                                   | полковник Вуди Долархайд                           |
| 2013      | ф   | 42                                                      | 42                                                 | Рикки Бранч                                        |
| 2013      | ф   | Игра Эндера                                             | Ender's Game                                       | полковник Хайрам Графф                             |
| 2013      | ф   | Паранойя                                                | Paranoia                                           | Джек Годдард                                       |
| 2013      | ф   | Телеведущий 2: И снова здравствуйте                     | Anchorman: The Legend Continues                    | Мак Таннен                                         |
| 2014      | ф   | Неудержимые 3                                           | The Expendables 3                                  | Макс Драммер                                       |
| 2015      | ф   | Век Адалин                                              | The Age of Adaline                                 | Уильям                                             |
| 2015      | ф   | Звёздные войны: Пробуждение силы                        | Star Wars: The Force Awakens                       | Хан Соло                                           |
| 2017      | ф   | Бегущий по лезвию 2049                                  | Blade Runner 2049                                  | Рик Декард                                         |
| 2019      | мф  | Тайная жизнь домашних животных 2                        | The Secret Life of Pets 2                          | уэльская овчарка Ковбой                            |
| 2019      | ф   | Звёздные войны: Скайуокер. Восход                       | Star Wars: The Rise of Skywalker                   | Хан Соло                                           |
| 2020      | ф   | Зов предков                                             | The Call of the Wild                               | Джон Торнтон                                       |
| 2022—2025 | с   | 1923                                                    | 1923                                               | Джейкоб Даттон                                     |
| 2023      | с   | Терапия                                                 | Shrinking                                          | Пол Роудс                                          |
| 2023      | ф   | Индиана Джонс и Колесо судьбы                           | Indiana Jones and the Dial of Destiny              | Индиана Джонс                                      |
| 2023      | док | Вечные герои: Индиана Джонс и Харрисон Форд             | Timeless Heroes: Indiana Jones and Harrison Ford   | Харрисон Форд                                      |
| 2025      | ф   | Капитан Америка: Новый мир                              | Captain America: Brave New World                   | Таддеус «Громовержец» Росс / Красный Халк          |
| 2025      | ф   | Громовержцы*                                            | Thunderbolts*                                      | Таддеус «Громовержец» Росс                         |

## Номинации и награды
| Год  | Премия              | Номинации                                                        | Результат |
| ---- | ------------------- | ---------------------------------------------------------------- | --------- |
| 1978 | Сатурн              | Лучший актёр («Звёздные войны. Эпизод IV: Новая надежда»)        | Номинация |
| 1982 | Сатурн              | Лучший актёр (Индиана Джонс: В поисках утраченного ковчега")     | Победа    |
| 1985 | Сатурн              | Лучший актёр («Индиана Джонс и Храм судьбы»)                     | Номинация |
| 1986 | Британская академия | Лучшая мужская роль («Свидетель»)                                | Номинация |
| 1986 | Золотой глобус      | Лучшая мужская роль (драма) («Свидетель»)                        | Номинация |
| 1986 | Оскар               | Лучшая мужская роль («Свидетель»)                                | Номинация |
| 1987 | Золотой глобус      | Лучшая мужская роль (драма) («Берег москитов»)                   | Номинация |
| 1991 | Сатурн              | Лучший актёр («Индиана Джонс и последний крестовый поход»)       | Номинация |
| 1994 | Золотой глобус      | Лучшая мужская роль («Беглец»)                                   | Номинация |
| 1994 | MTV Movie Awards    | Лучший экранный дуэт («Беглец»)                                  | Победа    |
| 1994 | MTV Movie Awards    | Лучшая мужская роль («Беглец»)                                   | Номинация |
| 1996 | Сатурн              | Премия за достижения в карьере                                   | Победа    |
| 1996 | Золотой глобус      | Лучшая мужская роль (комедия или мюзикл) («Сабрина»)             | Номинация |
| 1998 | MTV Movie Awards    | Лучшая драка («Самолёт президента»)                              | Номинация |
| 2002 | Золотой глобус      | Премия за вклад в кинематограф                                   | Победа    |
| 2009 | Сатурн              | Лучший актёр («Индиана Джонс и Королевство хрустального черепа») | Номинация |
| 2010 | Сезар               | Почётный Сезар                                                   | Победа    |
| 2012 | Сатурн              | Лучший актёр второго плана («Ковбои против пришельцев»)          | Номинация |
| 2014 | Сатурн              | Лучший актёр второго плана («Игра Эндера»)                       | Номинация |
| 2016 | Сатурн              | Лучший актёр (Звёздные войны: Пробуждение силы)                  | Победа    |
| 2018 | Сатурн              | Лучший актёр второго плана («Бегущий по лезвию 2049»)            | Номинация |
| 2024 | Сатурн              | Лучший актёр (Индиана Джонс и Колесо судьбы)                     | Победа    |
| 2025 | Золотой глобус      | Лучший актёр второго плана («Терапия»)                           | Номинация |